# Liczby sfeniczne
Liczby sfeniczne (gr. sphen = klin) – liczby naturalne, które są iloczynem trzech różnych liczb pierwszych.
Wszystkie liczby sfeniczne mają dokładnie 8 dzielników. Jeśli wyrazimy liczbę sfeniczną jako {\displaystyle n=p\cdot q\cdot r,} gdzie {\displaystyle p,} {\displaystyle q} i {\displaystyle r} są różnymi liczbami pierwszymi, wtedy zbiór dzielników {\displaystyle n} będzie równy: {\displaystyle \left\{1,\ p,\ q,\ r,\ pq,\ pr,\ qr,\ n\right\}.}
Wartość funkcji Möbiusa każdej liczby sfenicznej to −1.
Kolejnymi liczbami sfenicznymi są: 30, 42, 66, 70, 78, 102, 105, 110, 114, 130, 138, 154, 165, 170, 174, 182, 186, 190, 195, ... (ciąg  A007304 w OEIS).
Największą znaną liczbą sfeniczną jest {\displaystyle (2^{82589933}-1)\times (2^{77232917}-1)\times (2^{74207281}-1),} czyli iloczyn trzech największych znanych liczb pierwszych (stan na październik 2019).
Liczb sfenicznych jest nieskończenie wiele, co wynika z nieskończoności zbioru liczb pierwszych.